# Brezno
Brezno (pronunciationⓘ, 1927 - 1948 được gọi là Brezno nad Hronom, tiếng Đức: Bries hoặc Briesen, tiếng Hungary: Breznóbánya) là một thị trấn nhỏ ở miền trung Slovakia với dân số khoảng 21.534 người (2013).

## Địa lý
Brezno nằm giữa dãy núi Low Tatras và Slovak Ore. Sông Hron chảy qua thị trấn. Nó cách thành phố Banská Bystrica khoảng 45 km (28 dặm) về phía tây. Khí hậu địa phương khá lạnh, trung bình hàng năm là 6,6 °C (43,9 °F) và lượng mưa hàng năm là 700–750 mm (28–30 in).

## Lịch sử
Đây là nơi sinh sống từ thời tiền sử, nhưng thị trấn hiện tại phát sinh từ một khu định cư Slovakia cũ, bên cạnh đó, những người khai mỏ đến Đức đã xay dựng lên một quảng trường chợ hình vuông điển hình vào đầu thế kỷ 13. Bằng chứng văn bản đầu tiên về sự tồn tại của thị trấn là năm 1265, khi vua Béla IV của Hungary ban hành điều lệ cho những thợ săn từ khu vực Liptov, cho phép họ khai thác tài nguyên rừng quanh khu định cư, được gọi là Berezuno. Tên có nguồn gốc từ tiếng Slovak "breza" của loài bạch dương. Vào thế kỷ 19, Brezno là một thị trấn điển hình gần như thuần túy của Slovakia và là một trong những trung tâm của phong trào quốc gia Slovakia.
Sau Chiến tranh thế giới thứ hai, thị trấn đã phát triển thành một đô thị công nghiệp với phần lớn được thực hiện bởi Mostaren Brezno, một công ty công nghiệp về cần trục xây dựng cung ứng cho toàn bộ Trung Âu. Từ cuối thập niên 90, Brezno đã xây dựng một khu vực bán lẻ lớn và quảng bá cho toàn bộ khu vực như một điểm đến du lịch, nơi có các trò chơi thể thao và các sự kiện khác.

## Nhân khẩu học
Điều tra dân số năm 2013, thị trấn có 21.534 người. Theo điều tra dân số năm 2001, 92,85% dân số là người Slovak, 4,63% người Di-gan, 0,8% người Séc và 0,32% người Hungary. Thành phần tôn giáo có 66,89% Công giáo La Mã, 18,54% không tôn giáo, 8,57% Giáo hội Luther và 0,98% Công giáo Hy Lạp.

## Dân số
| Năm            | 1994   | 2004   | 2014   | 2024   |
| -------------- | ------ | ------ | ------ | ------ |
| Số lượng người | 22.981 | 22.417 | 21.331 | 19.671 |
| Sự khác biệt   |        | −2,45% | −4,84% | −7,78% |

| Năm            | 2023   | 2024   |
| -------------- | ------ | ------ |
| Số lượng người | 19.790 | 19.671 |
| Sự khác biệt   |        | −0,60% |

## Thành phố kết nghĩa
Brezno kết nghĩa với:
- Ciechanów, Ba Lan[3]
- Čačak, Serbia[4]
- Meudon, Pháp[5]
- Nadlak, Rumani[4]
- Nový Bydžov, Cộng hòa Séc[4]

## Nhân vật nổi tiếng
- Ivan Bella, nhà du hành vũ trụ
- Ján Chalupka, nhà văn
- Pavol Habera, ca sĩ
- Ottó Herman, nhà điểu học
- Jozef Karika, nhà văn và nhà báo thực nghiệm
- Karol Kuzmány, nhà văn
- Miroslav Leitner, người leo núi, trượt tuyết
- Martin Rázus, nhà văn
- Petr Sepéši, ca sĩ
- Adriana Sklenaříková, người mẫu thời trang
- Dušan Švantner, chính trị gia

## Hình ảnh

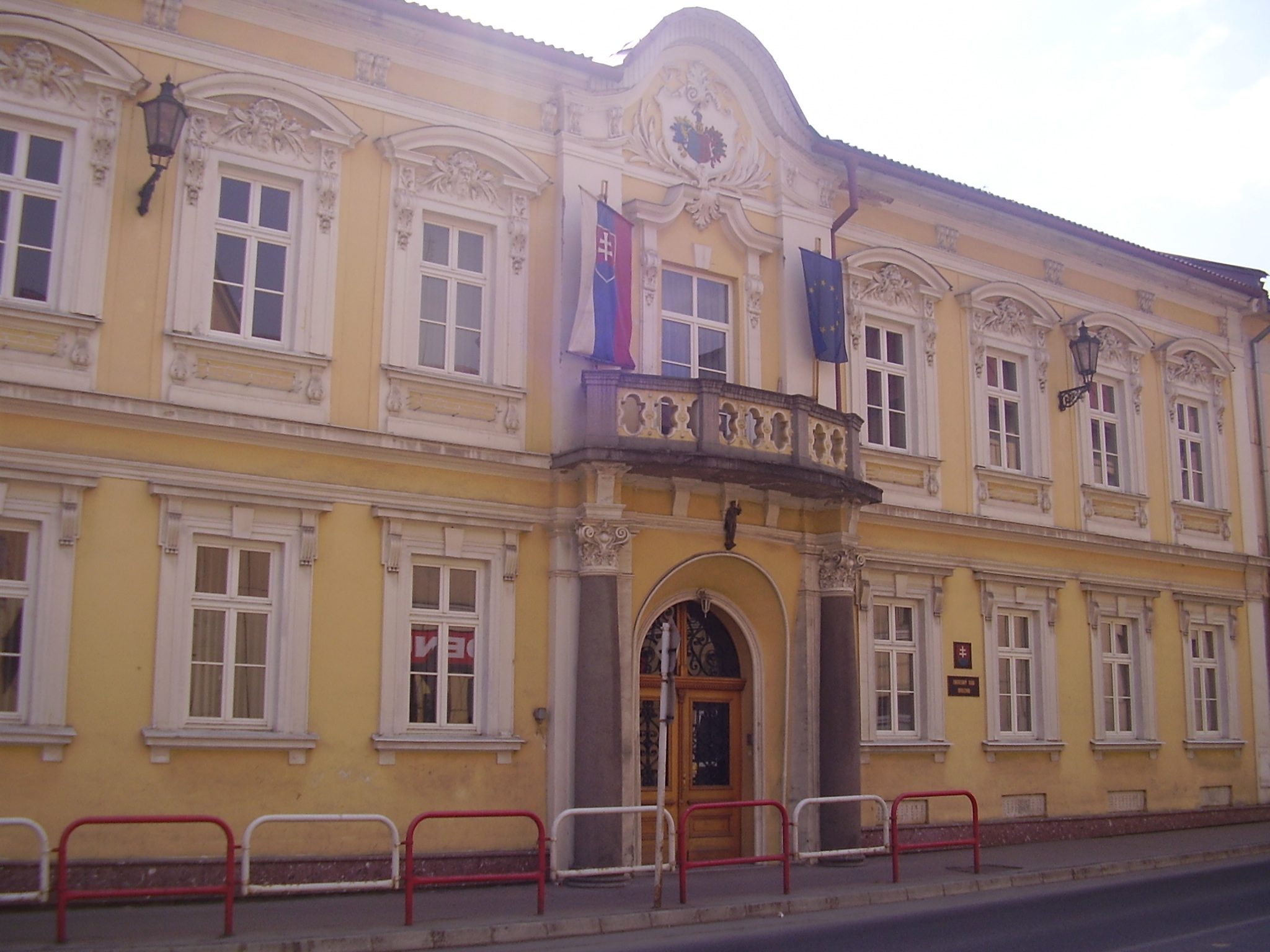
Tòa án
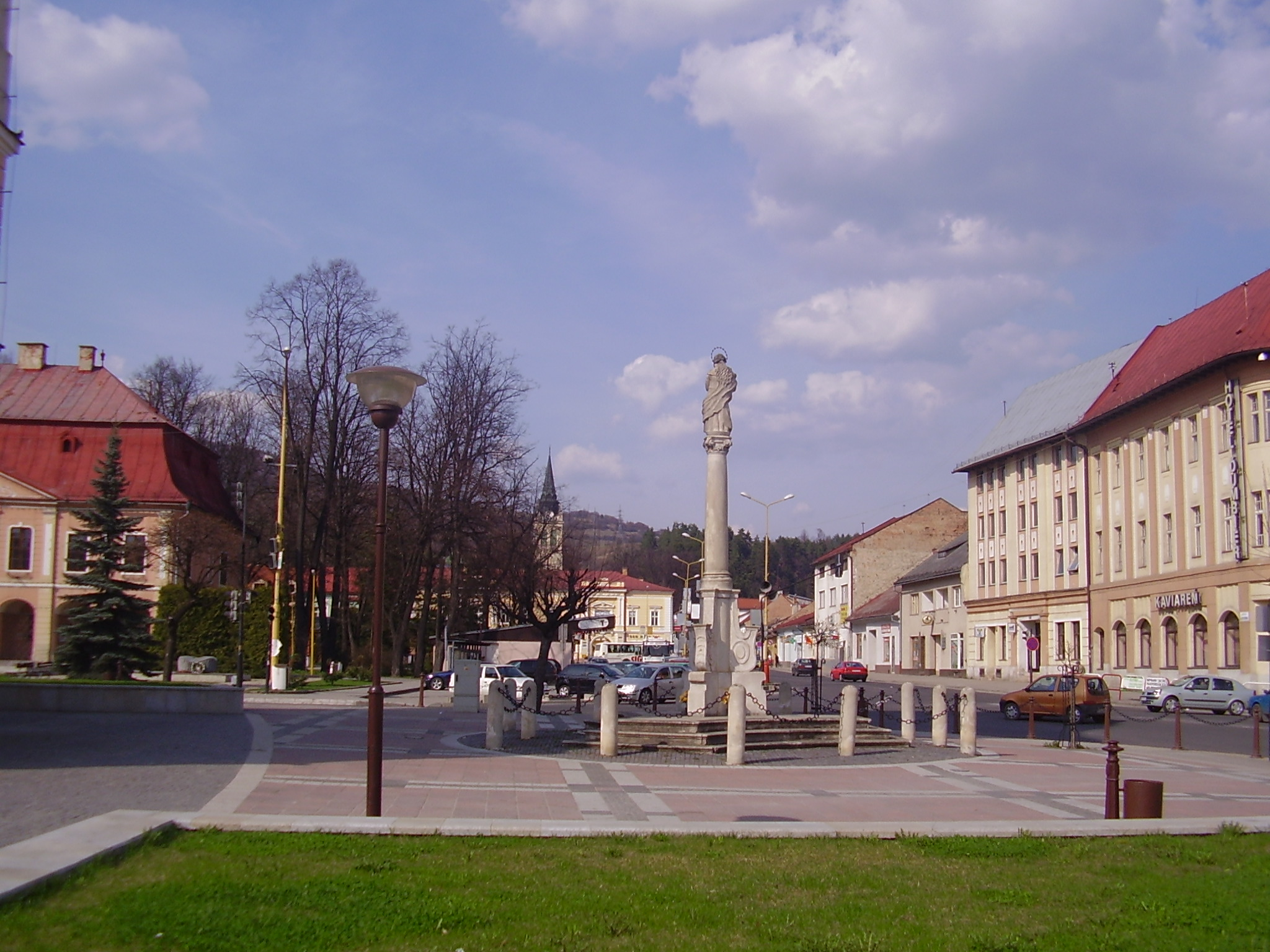
Cột Marian và Chúa Ba Ngôi
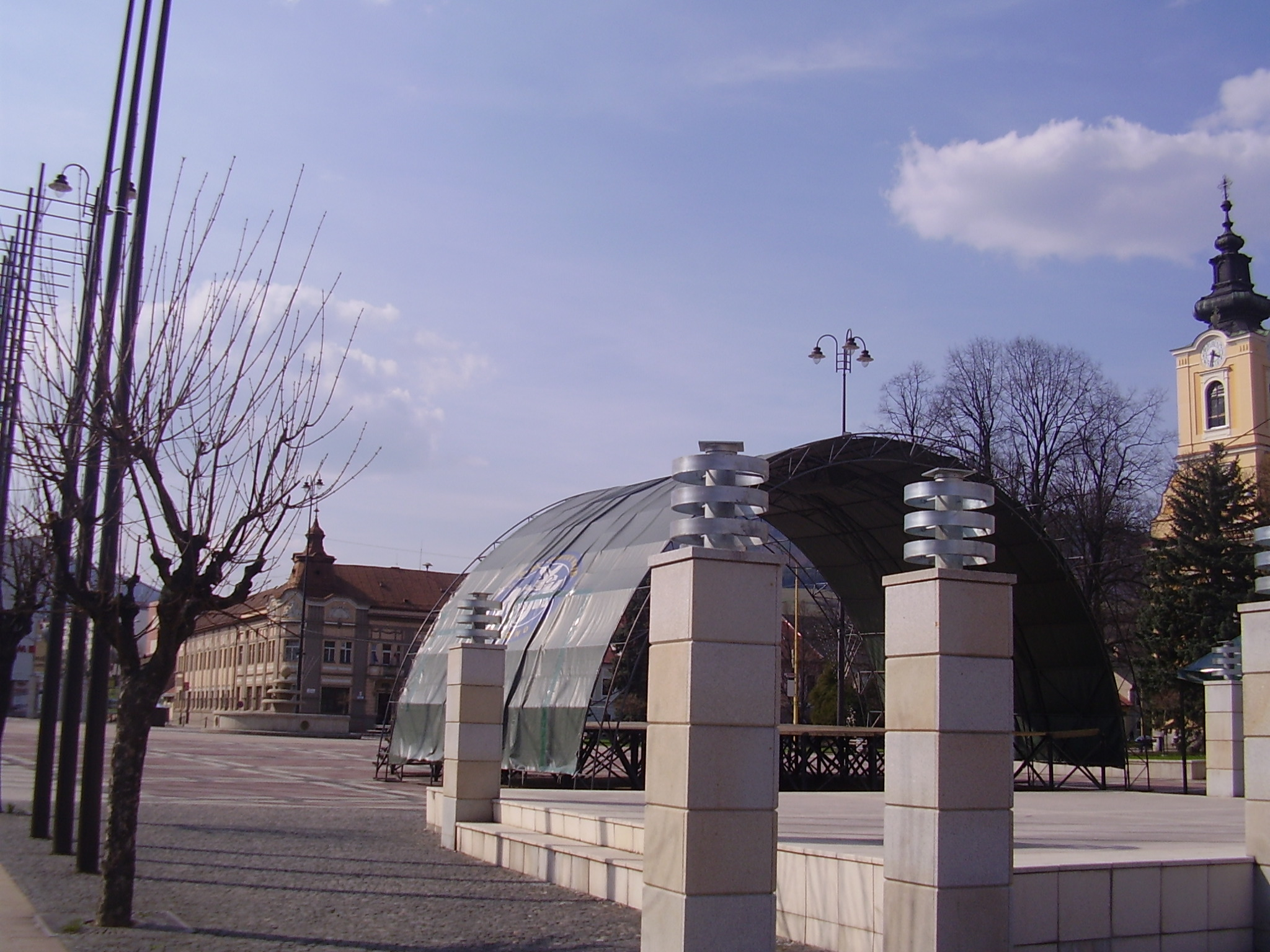
Kiến trúc hiện đại
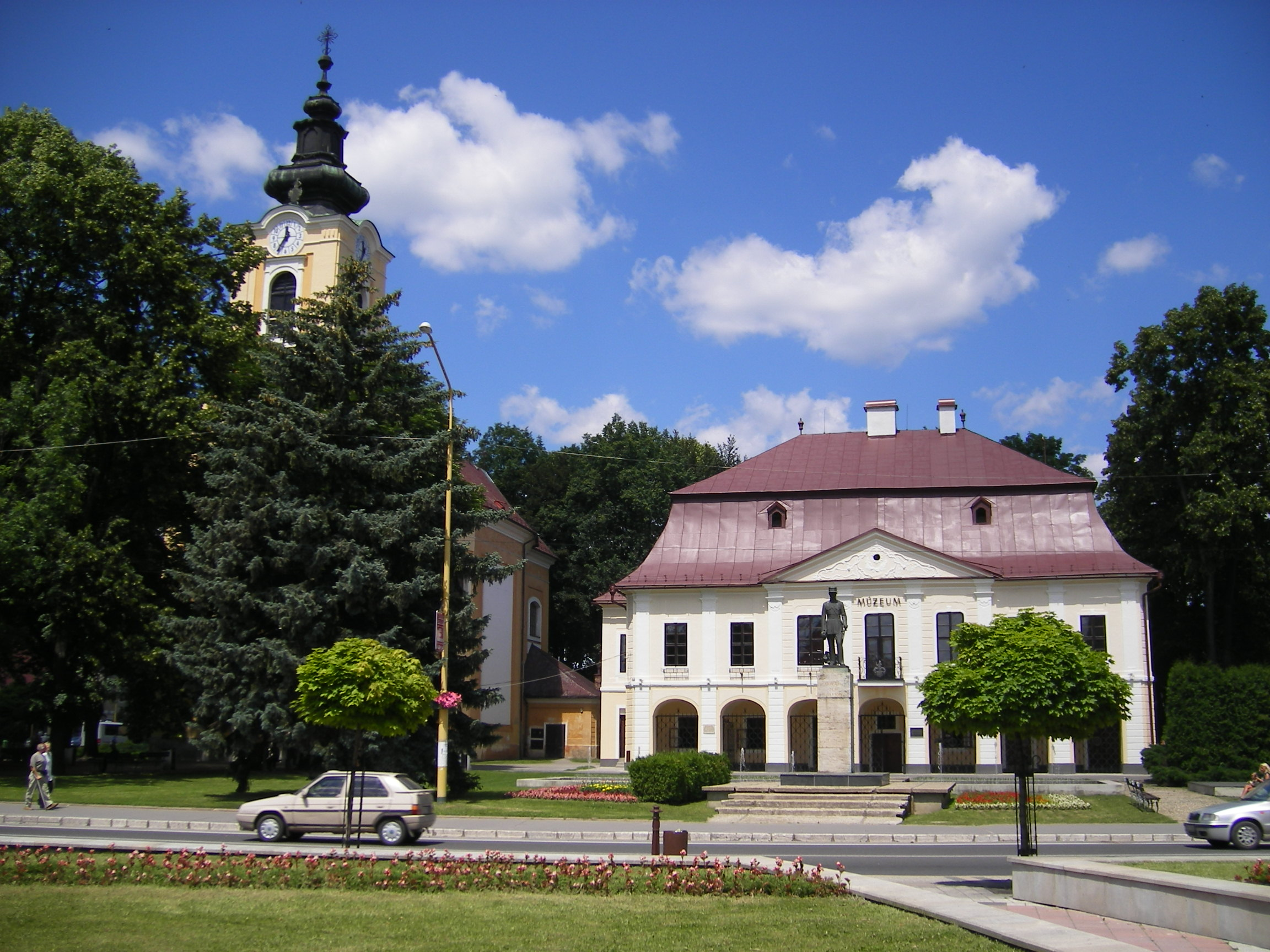
Nhà thờ Công giáo và bảo tàng thành phố